# (585) Bilkis
(585) Bilkis – planetoida z grupy pasa głównego asteroid okrążająca Słońce w ciągu 3 lat i 289 dni w średniej odległości 2,43 j.a. Została odkryta 16 lutego 1906 roku w Landessternwarte Heidelberg-Königstuhl w Heidelbergu przez Augusta Kopffa. Nazwa planetoidy pochodzi od Bilkis (Bilqīs), używanego w Koranie imienia królowej Saby. Przed jej nadaniem planetoida nosiła oznaczenie tymczasowe (585) 1906 TA.